# Famille Bon
Pour les articles homonymes, voir Bon.
 (juillet 2024).
Si vous disposez d'ouvrages ou d'articles de référence ou si vous connaissez des sites web de qualité traitant du thème abordé ici, merci de compléter l'article en donnant les références utiles à sa vérifiabilité et en les liant à la section « Notes et références ».
La famille Bon (ou Buon) est une famille patricienne de Venise, venue de Bologne dans la Cité des Doges en 866. La famille est cooptée à la noblesse à l'issue de la guerre de Gênes en 1310.

## Historique

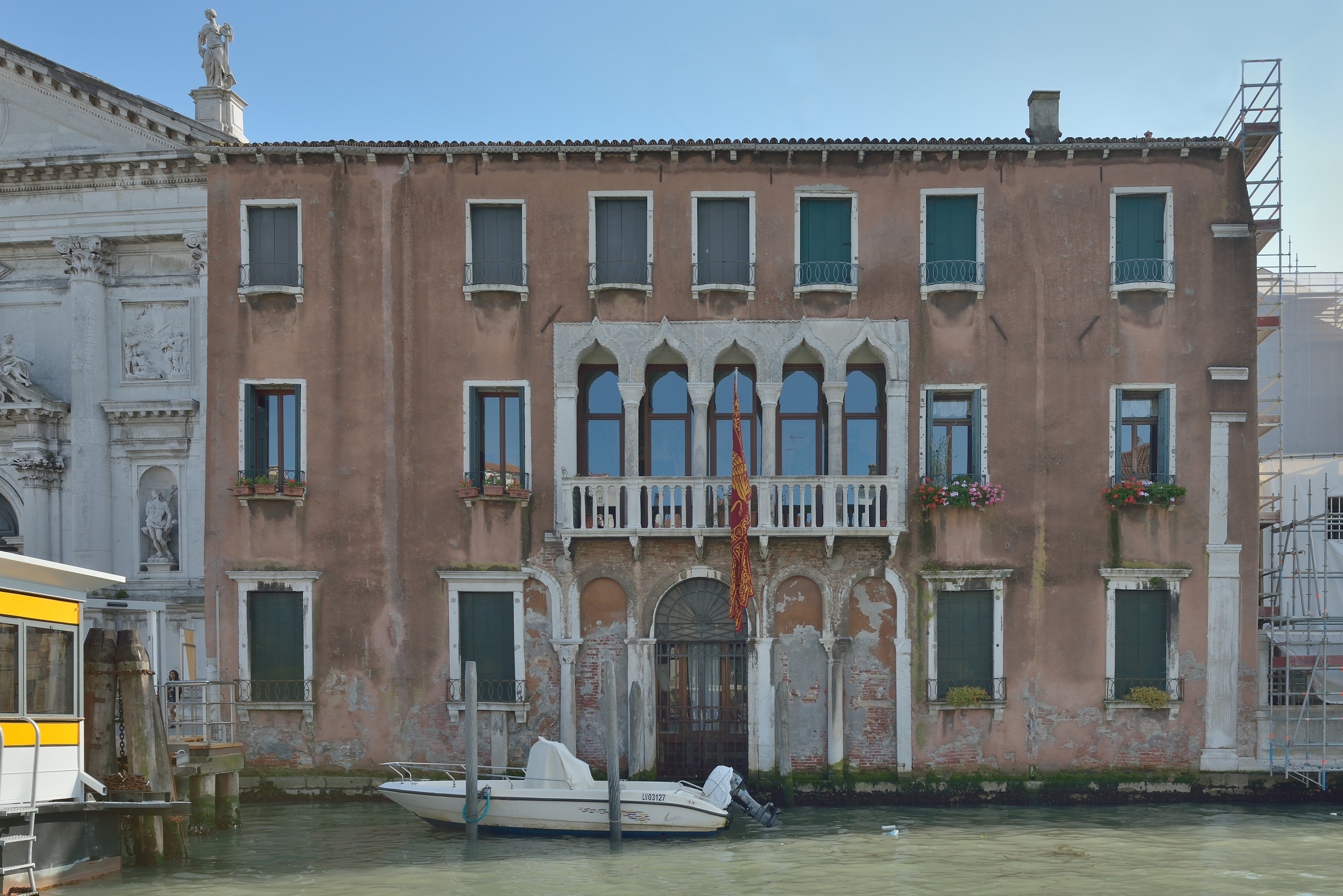
Le Palais Priuli Bon à Santa Croce (Venise)

La famille Bon est originaire de Bologne par Torcello dans la Cité des Doges en 866. La branche habitant les Birri (Venise) y posséde de multiples briqueteries (fornase). La famille est cooptée à la noblesse à l'issue de la guerre de Gênes en 1310.

## Personnalités
Membres éminents, dans l'ordre chronologique :
- Andrea, Rustico da Torcello, qui apporta le corps de Saint-Marc en 828 d'Alexandrie à Venise aurait déjà fait partie de cette maison;
- Giovanni Bon (1360-1442),sculpteur vénitien; Identifié comme l’auteur de l'autel de la chapelle Mascoli à La basilique Saint Marc de Venise, du portail de la chapelle Corner aux Frari, et de la Porta della carta au Palais  Ducale de Venice.
- Bartolomeo Bon (1400-1464 ou 1467), fils de Giovanni, sculpteur ayant entre autres collaboré à la Ca d'Oro ;
- Antonio Bon soutint des charges militaires et en 1508, étant Inspecteur à Peschiera, y fit mettre le feu aux murailles de la forteresse avec son fils Leonardo, sur l'ordre de François I;
- Pietro Bon, mort vaillamment en 1571 en combattant aux Curzolari (it) (Lépante);
- Ottaviano Bon, mécène des lettres, en 1620 podestat de Padoue dont l'éloge fut gravé dans le palazzo Pretorio;
- Filippo Bon (vers 1700) fut procurateur de Saint-Marc et fit bâtir un palais à San Tomà
- Jean-Bertrand de Bon fut procurateur, qui serait venu du Languedoc, se fixer en Bretagne vers la fin du XVe siècle.

## Armes

Armes des Bon

L'arme des Bon se compose d'un écu parti d'argent et de gueules. Une branche porte la partition de gueules à droite et sur cette partition une face d'azur chargée de trois fleurs de lis d'or.